# بن هانت (بازیکن فوتبال)
بن هانت (انگلیسی: Ben Hunt؛ زادهٔ ۲۳ ژانویهٔ ۱۹۹۰) بازیکن فوتبال اهل بریتانیا است.
از باشگاه‌هایی که در آن بازی کرده‌است می‌توان به باشگاه فوتبال نیوپورت کانتی، باشگاه فوتبال بریستول راورز، باشگاه فوتبال گلاستر سیتی، باشگاه فوتبال وستون سوپر مار، باشگاه فوتبال بیشاپس استورتفورد، باشگاه فوتبال وستهام یونایتد، باشگاه فوتبال کرای واندررز، باشگاه فوتبال لوس، و باشگاه فوتبال دوور اتلتیک اشاره کرد.